# Томислав Турчин
Томислав Турчин (хорв. Tomislav Turčin, нар. 31 травня 1997, Вінковці) — хорватський футболіст, півзахисник клубу «Рієка».

## Клубна кар'єра
Народився 31 травня 1997 року в місті Вінковці. Вихованець юнацької команди «Цибалія», яку в підсумку і закінчив у 2014 році. Того ж року став залучатися до тренувань з основною командою. 28 лютого він дебютував за команду в поєдинку другої хорватської ліги проти «Рудеша». Всього він зіграв за «Цибалію» 27 матчів, у яких лише одного разу відзначився голом.
В кінці жовтня 2015 року Томислав підписав угоду з вищоліговим клубом «Рієка», проте до кінця сезону залишився у «Цибалію».
Перед сезоном 2016/17 Томислав повернувся в розташування «Рієки» і відправився разом з колективом на збори, втім за той сезон так і не зіграв жодного матчу за клуб, через що у липні 2017 року Турчин був відданий у сезонну оренду в «Рудеш», у складі якого і дебютував у Хорватській першій футбольній лізі 16 липня 2017 року в грі проти «Осієка». Загалом за сезон провів 26 матчів, після чого також  на правах оренди по року виступав за боснійський «Широкі Брієг» та хорватський «Вараждин», але у цих командах на поле виходив досить нечасто.
На сезон 2020/21 Турчин знову був включений до заявки «Рієки» у статусі запасного гравця.

## Виступи за збірні
2016 року взяв участь у 5 іграх у складі юнацької збірної Хорватії (U-19), відзначившись одним забитим голом у кваліфікації до юнацького чемпіонату Європи 2016 року проти Шотландії (3:0).
5 жовтня 2017 року зіграв свій єдиний матч у складі молодіжної збірної Хорватії в рамках відбору на молодіжний чемпіонат Європи 2019 року проти Білорусі (2:1).